# 이토 미도리
이토 미도리(일본어: 伊藤みどり, 1969년 8월 13일~)는 일본의 여자 피겨 스케이팅 선수이다.

## 경력
나고야 출신으로, 5세 때부터 스케이트를 탔다. 1985년 여자 싱글 부문 일본 1인자가 된 후 당시 아시아인으로는 드물게 세계 무대에서도 상위권에 그 이름을 올렸으며, 1988년 동계 올림픽에서 5위에 올랐다. 1988년 대회에서 여자 선수로는 처음으로 트리플 악셀 점프를 성공하며 주목을 받았고, 1989년 세계 선수권에서 아시아인으로는 처음으로 우승하였다.
1992년 동계 올림픽에서는 일본계 미국인인 크리스티 야마구치에 이어 은메달을 획득했다. 그 후 은퇴했다가 1996년 시즌에 복귀, 세계선수권에서 7위에 올랐다. 그는 일본을 빛낸 가장 뛰어난 동계 스포츠 선수 중 하나로 1998년 일본 나가노에서 열린 제18회 동계 올림픽 개회식에서 성화 최종 봉송 주자였다.
세계 피겨 무대에서 정상권에 올랐던 최초의 아시아인으로, 2000년대 아시아 선수들이 세계 피겨 무대에서 활발한 활동을 하는 데 기초를 닦은 선수로 알려져 있다.

## 기술
여자선수 최초로 트리플 악셀, 3-3회전을 성공시킨 선수다.
엄청난 공을 세운 것으로 평가 받는 점프 기술에 비해 예술성이 떨어진다는 평을 받고 있다.
이토 미도리 본인도 자신의 예술성의 한계를 알았기에 기술에 더욱 도전했다고 한다.